# Mash Concrete Metal Mushrooms
Albums de Herman Düne
Mas Cambios
(2003) Not on Top
(2005)
Mash Concrete Metal Mushrooms est un album de Herman Düne, paru en 2003 chez Shrimper Records. Il a été enregistré à Williamsburg et Paris, avec la participation de Julie Doiron, Jack Lewis (en) et Lisa Li-Lund.

## Liste des morceaux
1. Intro T-C
2. New Jersey Cross Concrete
3. On the Knick
4. Monkey Song
5. Let Me Pry
6. All About You
7. Not That Big a Story
8. Futon Song
9. Metal Mash
10. Why Would That Hurt? (If You Never Loved Me)
11. Taking Taxis in Winter Clothes